# Aphidius schimitscheki
Aphidius schimitscheki är en stekelart som först beskrevs av Jaroslav Stary 1960.  Aphidius schimitscheki ingår i släktet Aphidius och familjen bracksteklar. Arten är reproducerande i Sverige. Inga underarter finns listade i Catalogue of Life.